# Epidemia de la risa de Tanganica
La epidemia de risa de Tanganica de 1962 fue un brote de histeria colectiva o enfermedad psicogénica de masas (MPI, por sus siglas en inglés), ocurrida en o cerca de la aldea de Kashasha en la costa occidental del lago Victoria, en la actual Tanzania (antiguamente denominada Tanganica), cerca de la frontera con Kenia. Esta epidemia estuvo caracterizada por episodios de risa y llanto.

## El incidente
La epidemia de risa comenzó el 30 de enero de 1962 en una escuela misionera para niñas en Kashasha. Empezó con tres muchachas y se expandió caprichosamente por toda la escuela, llegando a afectar a 95 de las 159 alumnas de entre 12 y 18 años. Los síntomas en las afectadas tuvieron una duración que podía variar desde unas pocas horas hasta un máximo de dieciséis días. El cuerpo docente no se vio afectado, pero informó que las estudiantes eran incapaces de concentrarse en sus clases. La escuela se vio obligada a cerrar el 18 de marzo de 1962. 
Después de que la escuela cerrara y las alumnas fueran enviadas a sus casas, la epidemia se extendió a Nshamba, un pueblo que hospedaba a varias de las chicas. En abril y mayo, 217 personas tuvieron ataques de risa en el pueblo, la mayoría niños en edad escolar y adultos jóvenes. La escuela de Kashasha reabrió el 21 de mayo pero volvió a cerrar a finales de junio, este mes, la epidemia de risa se propagó a la escuela media para mujeres de Ramashenye, cerca de Bukoba, donde afectó a 47 muchachas. Otro brote tuvo lugar en Kanyangereka, y dos escuelas infantiles cercanas fueron cerradas.
Se suele creer que la epidemia de la risa de Tanganica hizo que miles de personas se rieran continuamente durante meses, sin embargo, podría no haber sido el caso. Otros informes dicen que la epidemia consistió en ocasionales ataques de risa o llanto entre grupos de personas, que se produjeron en toda la vecindad de la aldea de Kashasha en intervalos irregulares. De acuerdo con los informes, la risa y el llanto causaban incapacidad cuando atacaban.[cita requerida]
La escuela de la que surgió la "epidemia" se cerró, y los niños y los padres la transmitieron a los alrededores, otras escuelas, la propia Kashasha, y otro pueblo, integrado por miles de personas, quienes fueron afectados en cierta medida. 
Entre seis y dieciocho meses después de su inicio, el fenómeno se extinguió. Se ha informado de epidemias, con síntomas similares a los de la risa, ocurridas en escala masiva: dolor, desmayos, problemas respiratorios, erupciones cutáneas, ataques de llanto y gritos histéricos sin sentido. 
En total cerraron 14 escuelas y alrededor de mil personas se vieron afectadas.[cita requerida]